# Магнезітовце
Магнезітовце (словац. Magnezitovce) — село, громада в окрузі Ревуца, Банськобистрицький край, Словаччина. Населення — 475 осіб (за оцінкою на 31 грудня 2017 р.). 
Вперше згадується 1427 року.
Громада утворена 1960 року об'єднанням населених пунктів Копраш (Kopráš) і Мнішани (Mníšany).
Знаходиться в південно-східній частині Словацьких Рудних гір, на лівих притоках річки Мурань.

## Населення
| Рік:            | 1994. | 2004.   | 2014.   | 2024.   |
| --------------- | ----- | ------- | ------- | ------- |
| Кількість осіб: | 433   | 429     | 470     | 438     |
| Різниця:        |       | -0,92 % | +9,55 % | -6,80 % |

| Рік:            | 2023. | 2024.   |
| --------------- | ----- | ------- |
| Кількість осіб: | 439   | 438     |
| Різниця:        |       | -0,22 % |